# Nikolaj Egorovič Sverčkov
Nikolaj Egorovič Sverčkov (in russo Николай Егорович Сверчков?; San Pietroburgo, 1817 – Carskoe Selo, 1898) è stato un pittore e incisore russo.

## Biografia

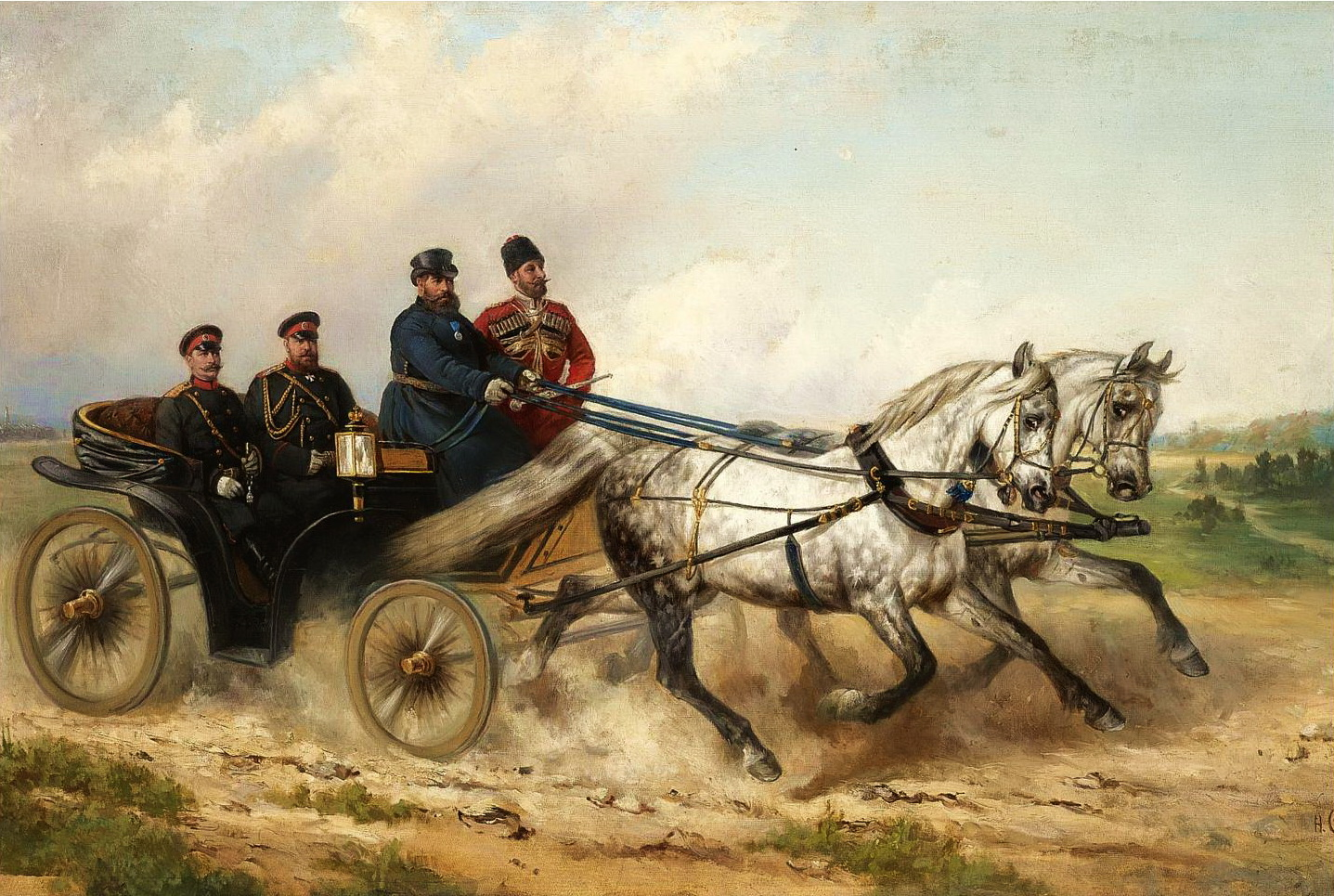
Quadro di Sverčkov che ritrae lo zar Alessandro III e Orlov

Le sue opere cominciarono ad essere esposte dal 1844. Il suo dipinto Ritorno dalla caccia all'orso , esposto nel 1863, fu acquistato da Napoleone III. Per questo ed altri due dipinti (La fiera e La stazione), Sverčkov ottenne il riconoscimento “Ordine della Legione d'Onore”. Di ritorno a San Pietroburgo dall'estero nel 1864, dipinse Lo zar Aleksey Mikhailovich alla parata militare del 1664 per Alessandro II.
In origine Sverčkov lavorava nel dipartimento economico del ministero russo per gli affari interni. Nel 1839 espose i suoi primi quadri ad una mostra accademica e due anni dopo lasciò il suo ufficio governativo. Pittore di animali, Sverčkov iniziò il suo lavoro creativo nelle fattorie «Khrenovskiy» e «Chesmenskiy state stud». Nel 1944 realizzò parecchie litografie e, sino alla fine degli anni quaranta, dipinse tre ritratti. Nel 1852 Sverčkov fu insignito del titolo di accademico del genere folk. Gli anni cinquanta si distinsero per la sua amicizia con Nikolai Nekrasov, nella tenuta del fratello di cui Sverčkov trascorse molto tempo.
Suo figlio, Georgij Sverčkov, continuò la tradizione con delicatezza anche se non raggiunse la sua notorietà.